# Levi (pleme)
Levi (heb. לֵוִי; grč. λειει ili λευειτης;  eng. Levi ili Levite) ime je za izraelsko pleme čiji je rodozačetnik, prema biblijskom izvještaju, Jakovljev sin Levi. Pleme Levi bilo je jedino izraelsko pleme koje nije dobilo određeni teritorij kod razdiobe zemlje, kada je Jošua uvodio Izraelce u zemlju Kanaan. Levijevci su također vršili posebne religijske dužnosti za sva izraelska plemena, i za to su im oni plaćali desetinu.

## Etimologija
Narodna etimologija naziva ovog plemena, što je donosi Biblija, izvodi to ime iz značenja „biti nadodan“ (usp. Post 29,34; Br 18,2.4). Kasnija tumačenja izvode ime „Levi“ od glagola koji znače „svinuti“, „posuditi“, „proricati“, ili iz imenice koja znači „svećenik“. Ipak, nijedno od predloženih tumačenja ne daje zadovoljavajuće objašnjenje. Ime „Levi“ nađeno je i u amorićanskim i egipatskim izvorima, a zapisi iz 2. tisućljeća pr. Kr. koriste to ime kao naziv za zemljopisno područje u jugozapadnoj Arabiji. Ta činjenica, kao i biblijski opisi Mojsijevih veza s Midjancima, koji su potjecali iz istog područja, moglo bi dati naznake o stvarnom porijeklu plemena Levi.

## Levijeva uloga u Izraelu
Prvi Levijevi potomci bili su, prema Bibliji, zaduženi za čuvanje „Kovčega Saveza“, najsvetijeg predmeta i znaka Božje prisutnosti u narodu. Iz toga su plemena bili Mojsije i Aron, prvi svećenik u Izraelu. Postoje i različiti biblijski tekstovi o tome kako se dogodilo da ovo pleme postane svećeničko.
S druge strane, Levi je imao i osobitu vojničku ulogu, što se vidi i iz Jakovljeva blagoslova sinovima i njihovim potomcima (usp. Post 49,5), a Levijeva ratnička narav uzeta je kao razlog njegove raspršenosti po svem Izraelu (usp. Post 49,7). Na koncu je i izbrisan s popisa 12 izraelskih plemena.
Prema biblijskom izvještaju, Levijevcima su bili, umjesto teritorija, dodijeljeni određeni gradovi po svim plemenima. U kasnijim izvještajima ti se gradovi nazivaju „gradovi skloništa“. Riječ je bila o svetištima u koja su se prijestupnici mogli skloniti i zatražiti neku vrstu azila.
U jeruzalemskom Hramu pripadnici Levijevog plemena obavljali su niže svećeničke služba, a samo pripadnici klana Kohen mogli su obavljati one više.

## Zanimljivosti
- Do danas brojni Židovi nose prezime Levi, te se drži da su pripadnici plemena Levi. Ipak, ispitivanja DNK nisu pokazala njihovu veću međusobnu srodnost (za razliku od pripadnika svećeničkog staleža koji nosi prezime Kohen ili slična).

- Na engleskom jeziku dažbine ili pristojbe zovu se levy.